# Грб Замбије
Грб Замбије је званични хералдички симбол афричке државе Републике Замбије. Грб је усвојен 24. октобра 1964. године по проглашењу независности земље.

## Опис
Део грба је преузет од грба бивше колоније Северне Родезије, који је био у употреби од 1927. године. Изнад штита се налази афрички орао у лету, симбол борбе народа за слободу и веру у бољу будућност. Пијук и мотика представљају темељ државне економије: пољопривреду и рударство. На штиту су приказане таласасте црне и беле линије које симболизују белу воду Викторијиних водопада док се прелева преко црне стене. Викторијини водопади представљају реку Замбези, по којој је Замбија добила име.
Испод штита налази се земљана плоча на којој су присутни симболи природних богатстава Замбије: руде, фауна и пољопривредни производи. На плочи с десне стране стоји просечна замбијска жена, а с леве мушкарац. Они заједно придржавају штит и симбол су замбијске породице. Мушкарац је одевен у тамошње просечно радничко одело, а жена у традиционалну одећу. Испред плоче се шири бела трака на којој је исписано државно гесло „ONE ZAMBIA ONE NATION“ („једна Замбија један народ“). Гесло симболизује потребу за јединством преко 60 етничких група у Замбији.

## Литетатура
- Грб Замбије на FOTW